# Nathalie Chabanne
Pour les articles homonymes, voir Chabanne.
Nathalie Chabanne, née le 3 janvier 1973 à Oloron-Sainte-Marie (Pyrénées-Atlantiques), est une femme politique française.

## Biographie

### Vie privée et carrière professionnelle
Nathalie Chabanne est mariée et mère de deux filles. Elle est inspectrice du Trésor public, débutant à la Trésorerie de Vicdessos puis chef du service des collectivités locales à Tarbes.

### Carrière politique
Elle rejoint le Mouvement des jeunes socialistes alors qu'elle est étudiante en droit à Pau. Elle n'adhère toutefois au Parti socialiste qu'en 2005.
Elle se présente pour la première fois à des élections lors des régionales de 2010, où elle figure en 14e place sur la liste socialiste dans les Pyrénées-Atlantiques. Bien que non élue, elle rencontre à cette occasion la conseillère générale et régionale Marie-Pierre Cabanne qui l'incite à se présenter aux élections législatives de 2012. Le 1er décembre 2011, elle est désignée par les militants socialistes pour représenter le parti dans la 2e circonscription des Pyrénées-Atlantiques, dont François Bayrou est l'élu depuis les années 1980. Le vote de ce dernier en faveur du socialiste François Hollande au second tour de l'élection présidentielle de 2012 pousse certains dirigeants socialistes à demander le retrait de Nathalie Chabanne. Finalement, la direction du parti tranche en faveur de la candidate en confirmant son investiture du premier tour. Le 10 juin 2012, elle arrive en tête du premier tour avec 34,9 % des suffrages exprimés suivie par François Bayrou à 23,63 % et Éric Saubatte (UMP) à 21,72 %. Elle l'emporte au second tour dans une triangulaire avec 42,78 % des voix, battant donc le sortant MoDem (30,17 %) et le candidat de droite (27,04 %).
Elle fait partie des députés frondeurs et s'oppose à la loi Travail, sans toutefois signer l'une des deux motions de censure lancées contre celle-ci.
Lors des élections législatives 2017, elle est battue au second tour par le candidat MoDem Jean-Paul Matteï, qui l'emporte avec 60,93% des suffrages contre 39,07% pour elle.
Elle rejoint le parti Génération.s fondé par Benoît Hamon.